# Shangri-La
Shangri-La là một địa điểm hư cấu được miêu tả trong tiểu thuyết năm 1933, Lost Horizon (tạm dịch: Chân trời đã mất), của nhà văn Anh James Hilton. Trong tiểu thuyết này, "Shangri-La" là một thung lũng huyền thoại, dẫn đến từ một tu viện Lạt-ma giáo, nằm trong vùng phía tây cuối dãy núi Côn Lôn. Shangri-La đã trở nên đồng nghĩa với bất kỳ thiên đường hạ giới nào, đặc biệt với xã hội không tưởng Hymalaya huyền thoại - một vùng đất hạnh phúc vĩnh viễn, biệt lập với thế giới bên ngoài. Trong tiểu thuyết Lost Horizon, những người sinh sống ở Shangri-La gần như bất tử, sống lâu vượt quá tuổi thọ thông thường và chỉ có bề ngoài lão hóa rất chậm. Trong các văn bản Tây Tạng cổ, sự tồn tại của bảy địa danh như thế đã được đề cập với tên Nghe-Beyul Khimpalung. Một trong những địa danh như thế nằm ở đâu đó trong vùng Makalu-Barun.
Ở Shangri-la việc được coi trọng nhất là tình yêu, là sự hạnh phúc của con người. Tình cảm của gia đình và các mối quan hệ xã hội thân thiết khác được đặt lên đầu. Tôn trọng là chính. Học thức ở nơi đây có lẽ không còn quan trọng nữa. Ở Shangri-la không có Hóa Học, chỉ có tâm lý học.

## Huyện Hương Cách Lý Lạp (Vân Nam)
Ở Trung Quốc ngày nay, năm 2001 huyện Trung Điện thuộc tỉnh Vân Nam đã được đổi tên là Shangri-La (香格里拉, pinyin: Xiānggélǐlā; phiên âm Hán Việt là Hương Cách Lý Lạp) để thu hút khách du lịch. Huyện lỵ Hương Cách Lý Lạp đồng thời là thủ phủ châu tự trị dân tộc Tạng Địch Khánh.